# Parc Nacional de Dzūkija
El Parc Nacional de Dzūkija (en lituà, Dzūkijos nacionalinis parkas) és un parc nacional de la regió etnogràfica de Dzūkija, a Lituània. Fou establert l'any 1991 per tal de preservar els boscos de pi, els paisatges i els pobles de la regió. La superfície del parc comprèn 58'165 hectàrees a la riba del riu Nemunas.
El parc és l'àrea protegida més gran de Lituània i pertany tant a l'Associació de Parcs Nacionals del Bàltic com a la Federació de Parcs Nacionals Europeus.

## Característiques
El parc gaudeix d'un clima més continental que no pas altres parts del país. Els seus paisatges més distintius són els massissos situats a Marcinkonys, Lynežeris, Grubaulia i Šunupis.

## Assentaments

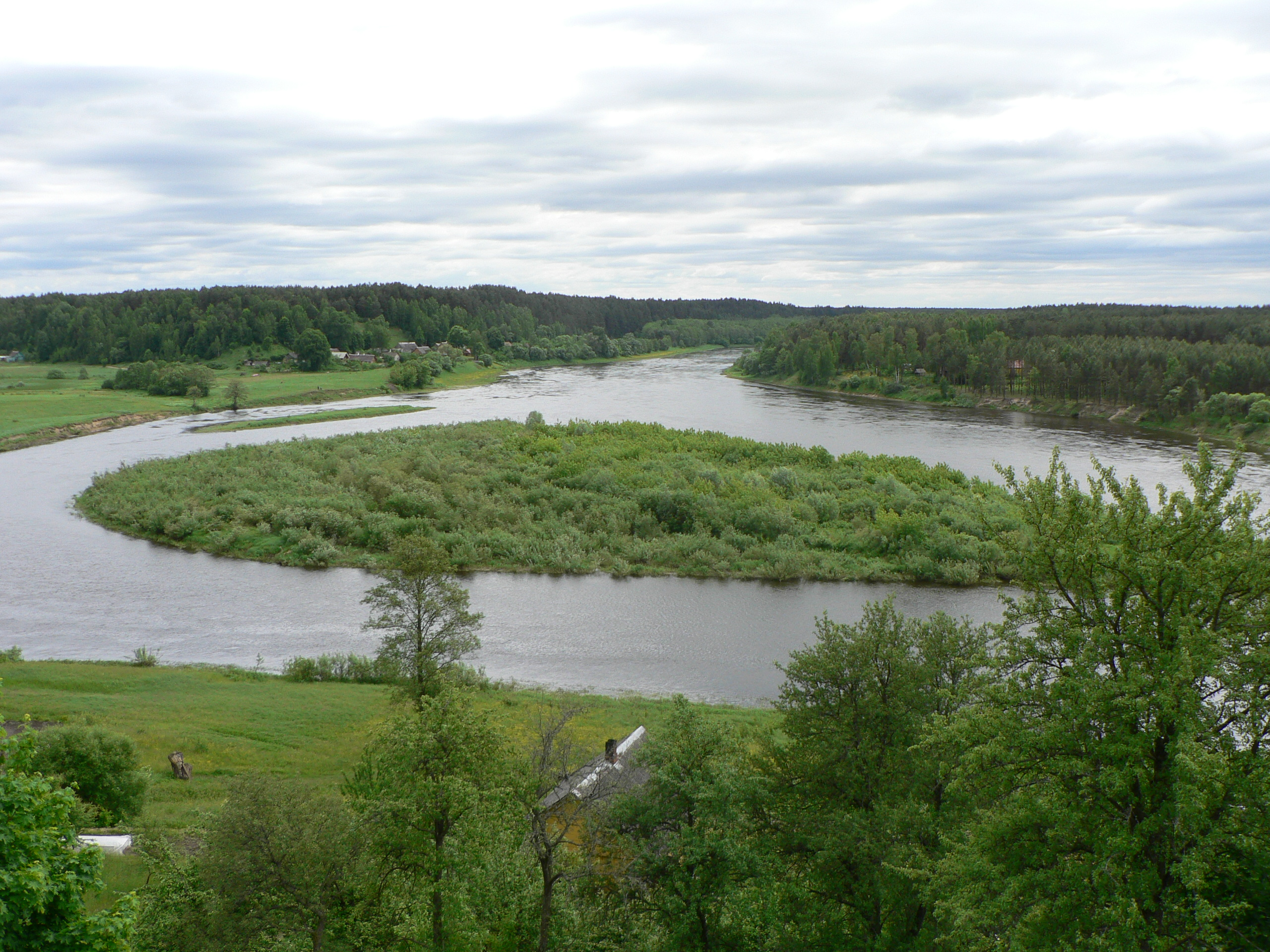
Riu Nemunas al seu pas per Merkinė

El centre administratiu del parc està a Marcinkonys, i l'altra ciutat important és Merkinė. El poble etnogràfic de Zervynos és dins del parc.